# Палеонтологія
Палеонтоло́гія (грец. παλαιός — «давній, старовинний», грец. ὄν — «суще, те, що існує», грец. λόγος — «слово, вчення»; англ. pal(a)eontology, нім. Paläontologie, фр. paléontologie) — наука, яка вивчає вимерлі організми, намагається реконструювати за знайденими останками їхній зовнішній вигляд, біологічні особливості, способи живлення, розмноження і таке інше, а також відновити на основі цих відомостей хід біологічної еволюції. Палеонтологи досліджують не тільки останки власне тварин і рослин, але і їх сліди, що скам'яніли, відкинуті оболонки й інші свідчення їх існування. У палеонтології також використовуються методи палеоекології і палеокліматології з метою відтворення середовища життєдіяльності організмів, зіставлення сучасного місця існування організмів, припущення про навколишнє середовище вимерлих видів і так далі. На основі вивчення залишків живих організмів минулих епох визначають вік відкладів, гірських порід, які їх містять, виділяються стратиграфічні одиниці.
Палеонтологія лежить на межі між біологією та геологією, але відрізняється від археології тим, що виключає вивчення анатомічно сучасних людей. Сучасна палеонтологія використовує методи, запозичені з широкого кола наук, включаючи біохімію, математику та інженерію. Використання всіх цих методів дозволило палеонтологам дослідити значну частину еволюційної історії життя, починаючи з часів, коли Земля стала здатною підтримувати життя, майже 4 мільярди років тому. У міру збагачення наукової бази, палеонтологія розвинулась у спеціалізовані підрозділи, деякі з яких зосереджуються на різних типах викопних організмів, тоді як інші вивчають екологію та історію навколишнього середовища, наприклад, стародавні кліматичні умови, палеозоологія та палеоботаніка.

## Історія палеонтології
Виникнення палеонтології як наукової дисципліни пов'язане з початком використання викопних решток для визначення геологічного віку і стратиграфічної паралелізації шарів гірських порід. Проте ще задовго до цього багато мислителів і натуралістів висловлювали ті чи інші судження щодо природи скам'янілостей і їх походження.
Правильні уявлення про походження скам'янілостей, що належать деяким філософам давнини, не отримали розвитку в епоху панування середньовічної схоластики, і вчені цього часу звичайно дивилися на скам'янілості як на прояви «пластичної сили», або як на «гру природи». Альберт Великий (1193—1280) визнавав існування в землі «формотворчої сили» (virtus formativa), хоча він разом з тим допускав, що тварини та рослини можуть тверднути до стану каменя там, де є «каменетворча сила».
В епоху Відродження, коли науки, кажучи словами Енгельса, починають розвиватися «з чудовою швидкістю», виробляються досконаліші уявлення про природу копалин. Великий італійський художник і вчений Леонардо да Вінчі (1452—1519) в молодості брав участь в проритті каналів в Північній Італії, і під час цих робіт йому часто доводилося спостерігати скам'янілості в гірських породах. Ці спостереження привели його до висновку, що скам'янілості є рештками морських тварин, що жили на місцях, де тепер зустрічаються їх рештки. Колись море, на його думку, покривало гори, а річки виносили в море мул, який проникав в порожнини раковин; згодом морське дно перетворилося на сушу. Леонардо да Вінчі правильно пояснював походження скам'янілостей і рішуче відкидав думку інших вчених, згідно з яким скам'янілості виникали в землі під впливом зірок.
Серед вчених XVI ст. швидкого поширення набула думка, нібито скам'янілості не мають ніякого відношення до організмів і виникають в пластах гірських порід в результаті дії якоїсь сили, якій давалися різні найменування, іноді при цьому говорили про особливий «сік», що викликає скам'яніння. Такі погляди висловлювали італійські вчені XVl ст. Маттіолі, Фалоппіо, Оліві.
Знадобилося чимало часу для того, щоб правильне розуміння природи скам'янілостей вкоренилося в науці. Після Леонардо да Вінчі протягом цілих трьох століть це питання залишалося предметом наукових суперечок. Багато вчених вважали скам'янілості «грою природи». Інші, що визнавали органічне походження копалин, зазвичай вважали, що ці останні залишилися на землі після всесвітнього потопу, про який оповідає Біблія.
До середини XVIII ст. в науці вкоренилося положення, що скам'янілості є рештками організмів, які жили колись, а не є просто «фігурним камінням». Це було важливе досягнення у розвитку знань про скам'янілості.
У XVIII ст. швидко і з все зростаючими темпами збільшується число праць, що містять описи та зображення скам'янілостей. Деякі автори цих книг мало цікавляться питанням про те, як виникли скам'янілості, інші бачать в них рештки тварин, які загинули при потопі, але треті вже розуміють, що публіковані ними описи та зображення дають уявлення про організми, що жили в різні часи. Як приклади лише великих описових творів з хорошими зображеннями копалин можна згадати монографії німецьких вчених І. Т. Клейна (J. Klein, 1770), П. Баєра (Р. Baier, 1712; 1730, друге, доповнене видання вийшло в 1757 р.), роботи швейцарців Л. Бурге (L. Bourguet, 1721) та І. Геснера (J. Gessner, 1758). У 1784 р. Буртин (Burtin) опублікував атлас копалин Бельгії. У Франції про копалини тварин та рослини писав в 1718 і 1722 рр. А. Жюссьє, а Е. Бертран (Е. Bertrand) створив і випустив в 1763 р. «Словник скам'янілостей». У Нюрнберзі в 1755—1775 рр. було видано чудову чотиритомну працю Г. Кнорра (С. Knorr) і І. Вальха (J. Walch) «Збори пам'яток природи й природна історія скам'янілостей», яка є зведенням всього того, що було тоді відомо про викопні рештки організмів. Таким чином, в 70-х роках XVIII ст. в Західній Європі вже існувала досить велика описова література про скам'янілості.
Викопний матеріал сам по собі представлявся цікавим. Передові вчені розуміли, що він дає уявлення про організми, які колись жили у воді й на суші. Деякі з цих учених розуміли також і те, що тварини, рештки яких збереглися у вигляді скам'янілостей, жили не в один і той же час і що їх не можна вважати загиблими в один і той же момент внаслідок всесвітнього потопу. Далі цього наука тоді не йшла, і серйозних спроб з'ясування відносної давнини шарів земної кори не було. Втім, деякі дослідники досить близько підійшли до розуміння хронологічного значення скам'янілостей.
Палеонтологічні дослідження в сучасному розумінні почались на початку XIX століття. 1815 року англійський геолог Вільям Сміт продемонстрував цінність використання викопних для вивчення пластів. Приблизно в той же час французький зоолог Жорж Кюв'є ініціював порівняльні дослідження структури живих тварин з викопними залишками. Праці Вільяма Сміта заклали основи історичної геології і стратиграфії як самостійних геологічних наук, а праці Жоржа Кюв'є — порівняльної анатомії та палеонтології.